# Bonnhof
Bonnhof is een plaats in de Duitse gemeente Heilsbronn, deelstaat Beieren, en telt 542 inwoners (2007).